# Emenda elétrica Western Union

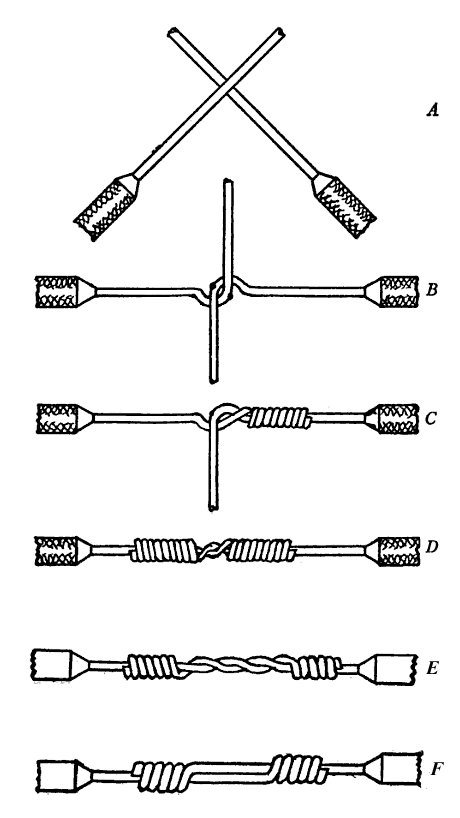
As figura de A a D mostram como fazer o emenda Western Union com "nó curto". A figuras E e F representam variações com "nó longo"

A emenda de fios Western Union ou Lineman splice foi desenvolvida durante a introdução do telégrafo para conectar mecanicamente e eletricamente fios que eram sujeitos a stress. O padrão de emenda foi desenvolvido como forma de causar em cada uma das terminações dos cabos conectados uma força que puxa um cabo junto ao outro. Este tipo de emenda é mais adequado a cabos condutores elétricos sólidos que cabos com múltiplos filamentos .
A emenda de fios Western Union é feita enrolando as duas pontas de fios juntas, tradicionalmente no sentido anti-horário 3/4 de volta em cada um dos fios.  Depois usando alicate, as pontas são enroladas por mais cinco voltas bem justas. A pontas restantes então são cortadas próximo do centro do fio.
Existem também variações com "nós curtos" e "nós longos" com o propósito de completar a emenda com uma cobertura de Soldagem. Uma versão mais recente inclui a adição de solda.
Testes da NASA em fios 22 e 16 AWG mostram que a emenda Western Union é bastante resistente e mais forte até que o fio sozinho se feita de maneira correta.